# هواوي ستريم X GL07S (موبايل)
هواوي ستريم X GL07S (بالإنجليزية: Huawei STREAM X GL07S)‏ هو هاتف ذكي من هواوي يعمل بنظام أندرويد، تم طرحه في الأسواق في فبراير 2013.

## الخصائص
- نظام التشغيل: أندرويد
- الوزن: 0.122 كـغ (0.27 رطل)
- المعالج: 1.5 جيجا هرتز